# 李俨 (数学史学家)

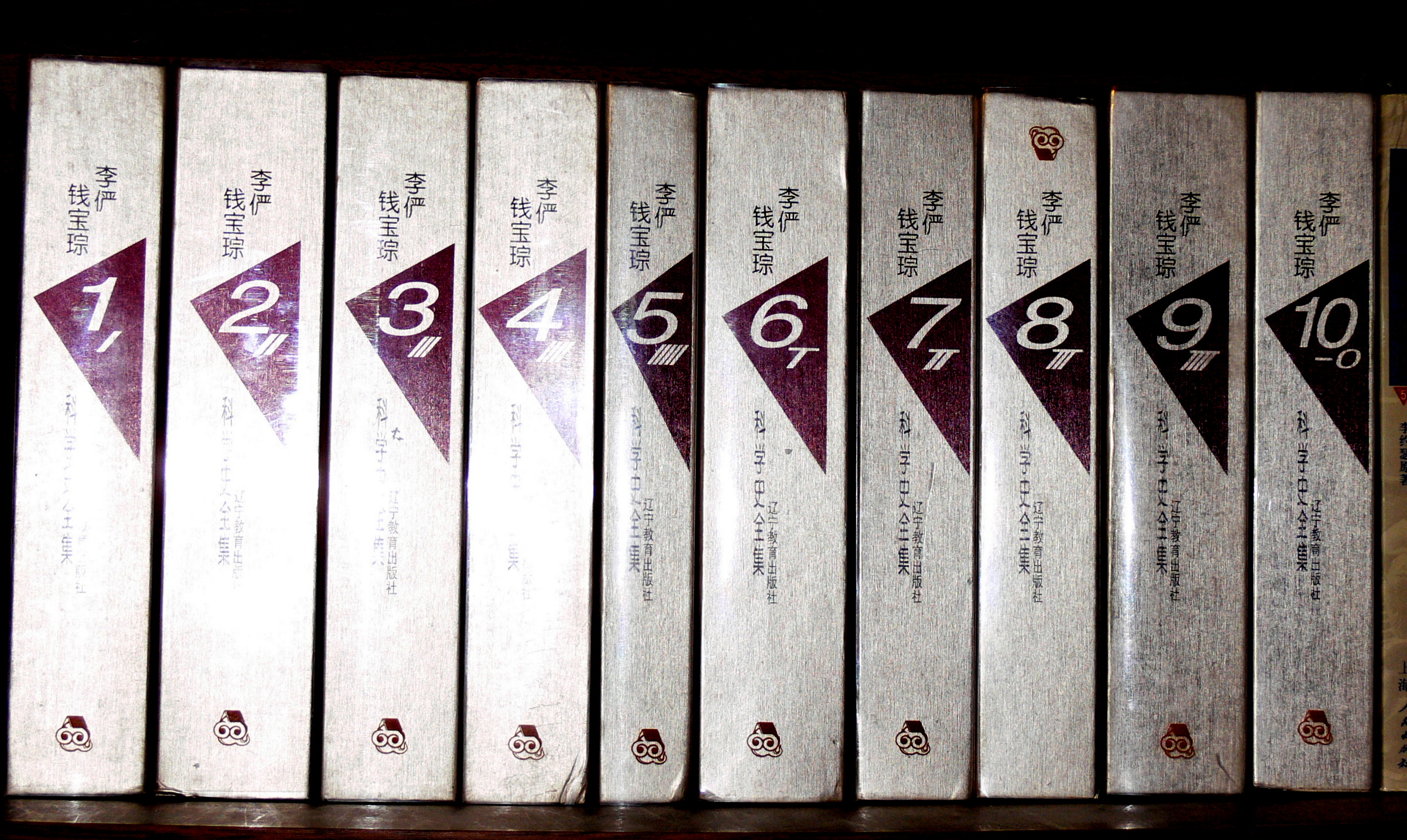
李俨、钱宝琮科学史全集1-10 卷

李儼（1892年8月22日—1963年1月14日），原名祿驥，字樂知，男，福建閩縣（今福州）人，中国数学史学家，與錢寶琮同為中國數學史研究先驅。

## 生平
1892年出生於福州旗下街。1904年在福州三牧坊學堂讀書。1912年入唐山路矿学院（今西南交通大学）土木工程系，1913年转入陇海铁路局为测量员。1921年升为工程副段长（硤石）。1924年至1932年任工程段長（靈寶、閿鄉）。1932年晋升为总工段长（粵漢鐵路）。1933年至1935年任工程總段長（西安、潼關）。1935年至1955年任副總工程師（西安、寶雞、天水、蘭州）
1915年至1917年，開始數學史的研究，和數學史家大卫·尤金·史密斯通信。1917年發表《中國算學史餘錄》。1919年發表《中國數學源流考略》。同年《中國數學大綱》上冊由商務印書館出版。1931年至1932年发表《测圆海镜研究历程考》。1937年，《中國算學史》由商務印書館出版。1940年島本一男、藪內清將《中國算學史》譯成日文，由東京生活社出版。1944年发表《上古中算史》。
1955年調入中國科學院歷史研究所任一級研究員；同年当選為中國科學院哲學社會科學部委員
1957年獲蘇聯歐拉紀念牌一枚，并任剛成立的中國科學院自然科學史研究室主任。
1958年任第二屆全國人民代表大會代表。同年《中國數學大綱》下冊由科學出版社出版。
1963年因心脏病逝世。

## 身后
葬于北京市八宝山革命公墓。
藏書捐予自然科學史研究所圖書館。

## 荣誉
李儼曾获苏联科学院颁发的欧拉纪念章。

## 著作
- 《中國數學源流考略》（1919年）《李儼钱宝琮科学史全集》第十卷
- 《中國算學史》（1937年初版，1955年修訂版）《李儼钱宝琮科学史全集》第六，七，八卷
- 《中算史論叢》1-5集（1928-1937、1954、1955年）
- 《中國數學大綱》上、下冊（1958年）《李儼钱宝琮科学史全集》第三卷
- 《十三四世纪中国民间数学》 （1958 ）《李儼钱宝琮科学史全集》第二卷
- 《中算家的内插法研究》（科学出版社，1957 ）《李儼钱宝琮科学史全集》第二卷
- 《中国古代数学史料》（中国科学图书仪器公司，1954 ）《李儼钱宝琮科学史全集》第二卷
- 《计算尺发展史》（上海科学技术出版社，1962 ）《李儼钱宝琮科学史全集》第二卷
- 《铁道曲线表》 （商务印书馆，1940）
- 《计算尺用法》
- 《近世几何学初编》
- 《李儼钱宝琮科学史全集》1-10 卷（辽宁教育出版社）